# Dodecyldimethylaminoxid
Dodecyldimethylaminoxid ist eine chemische Verbindung aus der Gruppe der Aminoxide.

## Gewinnung und Darstellung
Dodecyldimethylaminoxid kann durch Reaktion von Dimethyl-n-dodecylamin mit Wasserstoffperoxid gewonnen werden.

## Eigenschaften
Dodecyldimethylaminoxid ist ein Feststoff, der löslich in Wasser ist.

## Verwendung
Dodecyldimethylaminoxid wird als Schaumbildner und Stabilisator eingesetzt. Es wird auch in Kosmetika, Weichmachern, Spülmitteln, Emulgatoren, Geschirrspülmitteln, Shampoos, Antistatika, Netzmittel, antibakteriellen und antimykotischen Mitteln verwendet. Darüber hinaus wird es zur Solubilisierung von Proteinen und zur Untersuchung der Konformation und molekularen Wechselwirkungen von Makromolekülen eingesetzt.